# Безсонов Володимир Васильович
Володи́мир Васи́льович Безсо́нов (нар. 5 березня 1958, Харків, Українська РСР, СРСР) — український радянський футболіст та український футбольний тренер. Майстер спорту міжнародного класу (1977), Заслужений майстер спорту СРСР (1986).

## Біографія
Вихованець харківського спортінтернату. Футбольна кар'єра гравця повністю пов'язана з київським «Динамо», у складі якого провів 14 сезонів (з 1976 по 1990 рік). Практично протягом усього часу перебування у «Динамо» викликався до складу збірної СРСР, за яку провів 79 матчів, забивши 4 голи. Ігрове амплуа — захисник, універсальний півзахисник.
Через велику кількість травм досить рано завершив ігрову кар'єру, і вже за декілька років розпочав тренерську роботу. Тренував українські команди, а також протягом 2002/03 збірну Туркменістану.
У липні 2008 року призначений спортивним директором дніпропетровського «Дніпра», згодом — виконуючим обов'язки головного тренера, а з 2 грудня 2008 року  — головним тренером команди.
Під керівництвом Безсонова «Дніпро» посів 6-е місце в чемпіонаті України сезону 2008/09 і не потрапив до єврокубків. У наступному сезоні Володимир Васильович привів команду до четвертої позиції в турнірній таблиці.
У сезоні 2010/11 Дніпро після жвавого старту зазнав три поразки в п'яти турах чемпіонату України. У груповий раунд Ліги Європи клуб також не пробився, поступившись в останньому раунді кваліфікації польському «Леху».
18 вересня 2010 року, відразу після несподіваної поразки 1-2 від ПФК «Севастополя», подав у відставку

## Сім'я
Батько української гімнастки, абсолютної чемпіонки світу з художньої гімнастики 2007 року Ганни Безсонової.

## Під час російсько-української війни
Під час широкомасштабного російського вторгнення в Україну Володимир Безсонов вступив до лав одного з підрозділів територіальної оборони України.

## Статистика виступів за «Динамо»
| Клуб   | Сезон    | Чемпіонат | Чемпіонат | Кубок | Кубок | Єврокубки | Єврокубки | Суперкубок | Суперкубок | Всього | Всього |
| Клуб   | Сезон    | Ігри      | Голи      | Ігри  | Голи  | Ігри      | Голи      | Ігри       | Голи       | Ігри   | Голи   |
| ------ | -------- | --------- | --------- | ----- | ----- | --------- | --------- | ---------- | ---------- | ------ | ------ |
| Динамо | 1976 (в) | 9         | 0         | -     | -     | -         | -         | -          | -          | 9      | 0      |
| Динамо | 1976 (о) | 2         | 0         | -     | -     | -         | -         | -          | -          | 2      | 0      |
| Динамо | 1977     | 16        | 1         | 1     | 0     | 2         | 0         | 1          | 0          | 20     | 1      |
| Динамо | 1978     | 23        | 3         | 8     | 2     | 4         | 0         | -          | -          | 35     | 5      |
| Динамо | 1979     | 24        | 2         | 4     | 0     | 5         | 1         | -          | -          | 33     | 3      |
| Динамо | 1980     | 34        | 5         | 6     | 2     | 2         | 0         | -          | -          | 42     | 7      |
| Динамо | 1981     | 25        | 2         | 7     | 2     | 5         | 1         | 1          | 0          | 38     | 5      |
| Динамо | 1982     | 18        | 4         | -     | -     | 3         | 1         | -          | -          | 21     | 5      |
| Динамо | 1983     | 11        | 1         | 1     | 0     | -         | -         | -          | -          | 12     | 1      |
| Динамо | 1984     | 20        | 2         | 6     | 1     | -         | -         | -          | -          | 26     | 3      |
| Динамо | 1985     | 25        | 0         | 2     | 0     | 7         | 0         | -          | -          | 34     | 0      |
| Динамо | 1986     | 16        | 1         | 3     | 0     | 5         | 0         | 1          | 0          | 25     | 1      |
| Динамо | 1987     | 11        | 0         | 2     | 0     | 2         | 0         | 1          | 0          | 16     | 0      |
| Динамо | 1988     | 19        | 0         | 2     | 0     | -         | -         | -          | -          | 21     | 0      |
| Динамо | 1989     | 17        | 5         | 4     | 1     | 4         | 2         | -          | -          | 25     | 8      |
| Динамо | 1990     | 7         | 1         | 1     | 0     | -         | -         | -          | -          | 8      | 1      |
| Всього | Всього   | 277       | 27        | 47    | 8     | 39        | 5         | 4          | 0          | 367    | 40     |

- Статистика в Кубках СРСР та єврокубках подана за схемою «осінь-весна» та зарахована в рік початку турніру

## Досягнення

### У складі «Динамо» (Київ)
- Володар Кубка Кубків УЄФА 1986.
- Чемпіон СРСР (6): 1977, 1980, 1981, 1985, 1986 та 1990.
- Володар Кубка СРСР (4): 1978, 1985, 1987 та 1990.

### У складі збірних СРСР
- Віце-чемпіон Європи: 1988
- Бронзовий олімпійський призер: 1980
- Чемпіон Європи (U-18): 1976
- Чемпіон світу (U-20): 1977, найкращий гравець турніру.
- Учасник чемпіонатів світу 1982, 1986 та 1990 років.
- Бронза у складі збірної України на Спартакіаді 1979

### Державні нагороди
- Орден «За заслуги» II ст. (13 травня 2016) — за вагомі особисті заслуги у розвитку і популяризації вітчизняного футболу, піднесення міжнародного спортивного престижу України та з нагоди 30-річчя перемоги у фінальному матчі Кубка володарів кубків УЄФА, здобутої під керівництвом головного тренера футбольного клубу «„Динамо“ Київ», Героя України Лобановського Валерія Васильовича[5][6]